# Костињола
Костињола је насеље у Италији у округу Равена, региону Емилија-Ромања.
Према процени из 2011. у насељу је живело 3970 становника. Насеље се налази на надморској висини од 17 м.

## Становништво
| 1951. | 1961. | 1971. | 1981. | 1991. | 2001. | 2011. |
| ----- | ----- | ----- | ----- | ----- | ----- | ----- |
| 6.541 | 6.803 | 7.090 | 7.080 | 6.921 | 6.875 | 7.384 |